# Vitfågelskäret, Kimitoön
Vitfågelskäret är en ö i Finland. Den ligger i Skärgårdshavet och i kommunen Kimitoön i den ekonomiska regionen  Åboland i landskapet Egentliga Finland, i den sydvästra delen av landet. Ön ligger omkring 69 kilometer söder om Åbo och omkring 130 kilometer väster om Helsingfors. Vitfågelskäret ligger 6 meter över havet.
Öns area är 1,6 hektar och dess största längd är 180 meter i öst-västlig riktning. Närmaste större samhälle är Hangö, 18,6 km öster om Vitfågelskäret.